# NHK Broadcasting Center

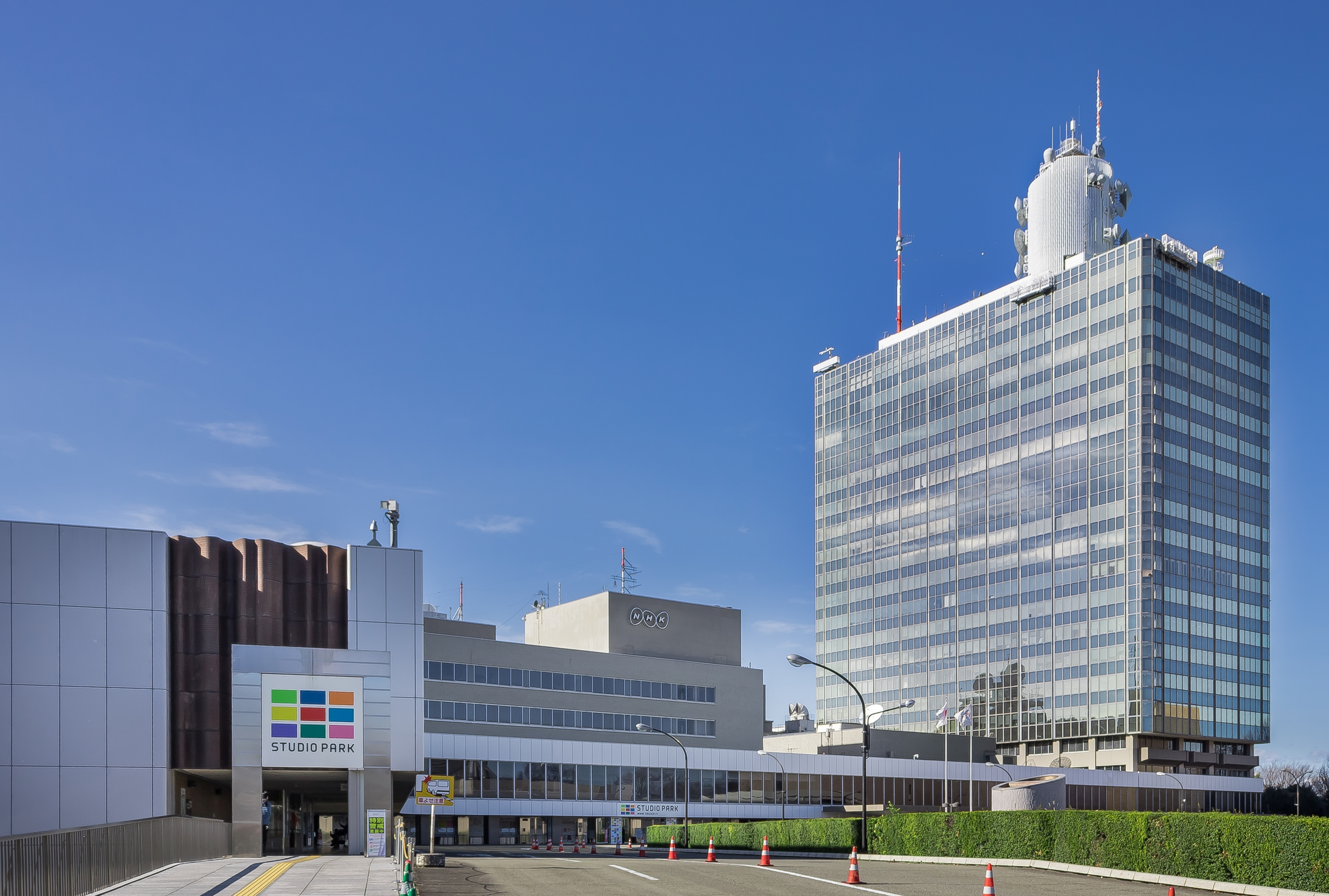
Le NHK Broadcasting Center à Shibuya, Tokyo

Le NHK Broadcasting Center (NHK放送センター, NHK Hōsō Sentā), siège de la NHK, se trouve à Jinnan, arrondissement de Shibuya à Tokyo. Achevé en mars 1973, le bâtiment comprend des studios et des bureaux ainsi que des magasins et le Studio Park, populaire attraction pour les écoliers et touristes à Tokyo.
Situé dans le même complexe se trouve le NHK hall, dans lequel sont régulièrement organisés et souvent télévisés des représentations théâtrales, des concerts et des cérémonies.
La NHK héberge également quelques radiodiffuseurs internationaux au centre, dont le KBS de Corée du Sud, la CCTV de Chine, l'ABC des États-Unis et l'ABC d'Australie.
Un certain nombre de sociétés liées à la NHK ont des bureaux dans des bâtiments des rues avoisinantes.